# 카이지 2
카이지 2 - 인생탈환게임(カイジ2 人生奪回ゲーム, Kaiji 2)은 일본에서 제작된 사토 토야 감독의 2011년 드라마 영화이다. 후지와라 타츠야 등이 주연으로 출연하였다.

## 출연

### 주연
- 후지와라 타츠야
- 이세야 유스케

### 조연
- 요시타카 유리코
- 나마세 카츠히사
- 카가와 테루유키
- 마츠오 스즈키
- 미츠이시 켄
- 시마다 큐사쿠

## 제작진
- 원작자: 후쿠모토 노부유키
- 프로듀서: 나카타니 토시오